# CATI (technique d'enquête)
Pour les articles homonymes, voir CATI.
Le CATI est une technique d'enquête des sciences sociales et du marketing par laquelle l'enquêteur interroge ses enquêtés par téléphone tout en suivant sur un écran d'ordinateur individuel un script préétabli qui affiche les questions qu'il doit poser et les éventuelles modalités de réponse entre lesquelles la personne appelée peut choisir et qu'il doit parfois annoncer. Les logiciels employés permettent une saisie informatique immédiate des réponses au fur et à mesure de l'administration du questionnaire et savent généralement, lorsqu'ils sont suffisamment élaborés et ont été correctement configurés, modifier les questions à poser en fonction des réponses préalablement fournies par le répondant.
La technique est utilisée en France depuis le milieu des années 1980. À l'origine, en langue anglaise, CATI est l'acronyme de computer-assisted telephone interview, terme qui n'est guère utilisé en français.